# (2310) Olshaniya
(2310) Olshaniya (1974 SU4) – planetoida z pasa głównego asteroid okrążająca Słońce w ciągu 5,58 lat w średniej odległości 3,15 au. Odkryta 26 września 1974 roku.